# Lingua zazaki
La lingua zazaki (o Kirmanjki o Dimli) è la lingua parlata dagli zaza, una minoranza etnica presente in Anatolia, nella Turchia orientale.
Si tratta di una lingua indo-europea, appartenente alla famiglia di lingue iraniche nord-occidentali, infatti lo zazaki condivide molte caratteristiche, strutture e vocaboli con le lingue gorani, taliscia ed altre dell'area del mar Caspio, e pure con alcuni dialetti curdi.
Si stima che lo zazaki (in tutti i suoi dialetti) sia parlato da un numero di persone che oscilla tra 1,5 e 2,5 milioni.

## Dialetti zazaki
Vi sono, principalmente tre dialetti dello zazaki: zazaki settentrionale, zazaki centrale e zazaki meridionale.

### Zazaki settentrionale
Viene parlato nelle province di Tunceli, Erzincan, Hınıs, Sivas, Gumushane, Mus (Varto), Kayseri (Sariz).
I suoi sottodialetti sono denominati:
- Ovest-Dersim
- Est-Dersim
- Varto-Hınıs

### Zazaki centrale
Parlato nelle provincie di Elâzığ, Bingöl, Solhan, Girvas e Diyarbakır.
I suoi sottodialetti sono denominati:
- Bingol
- Palu

### Zazaki meridionale
Parlato nelle provincie di Şanlıurfa (Siverek), Diyarbakır (Cermik, Egil), Adıyaman, Malatya.
I suoi sottodialetti sono denominati:
- Siverek
- Cermik, Gerger

Nelle zone di confine possono essere parlati contemporaneamente sottodialetti di diverso tipo e anche altre lingue e dialetti (soprattutto della famiglia del curdo).

## Esempi
| zazaki | italiano | zazaki     | italiano | zazaki     | italiano | zazaki     | italiano |
| ------ | -------- | ---------- | -------- | ---------- | -------- | ---------- | -------- |
| yew    | uno      | ez         | io       | nê         | no       | dından     | dente    |
| dı     | due      | tı         | tu       | newe       | nuovo    | estare     | stella   |
| hirê   | tre      | o          | egli     | pırr       | pieno    | pusige     | pustola  |
| çar    | quattro  | a          | ella     | lew        | labbro   | gırd/gırde | grande   |
| panc   | cinque   | est biyene | esiste   | merdene    | morire   | pırd       | ponte    |
| şeş    | sei      | pi         | padre    | mêrde      | marito   | pısınge    | gatto    |
| hewt   | sette    | mae        | madre    | aşme/menge | mese     | vac        | voce     |
| heşt   | otto     | bıra       | fratello | daene      | dare     | viyae      | vedova   |
| new    | nove     | wae        | sorella  | ğezale     | gazelle  | merre      | topo     |
| des    | dieci    | name       | nome     | pa         | piede    | rız        | riso     |
| vist   | venti    | eya        | si       | nengû      | unghia   | awe        | acqua    |